# Hiroyuki Yoshida
Hiroyuki Yoshida (吉田 裕幸 Yoshida Hiroyuki?,  nacido el 25 de noviembre de 1969 en Nagasaki) es un exfutbolista japonés que se desempeñaba como centrocampista.

## Trayectoria

### Clubes
| Club              | País  | Año         |
| ----------------- | ----- | ----------- |
| Júbilo Iwata      | Japón | 1992 - 1994 |
| Fukuoka Blux      | Japón | 1995        |
| Consadole Sapporo | Japón | 1996        |
| Blaze Kumamoto    | Japón | 1996        |
| Honda             | Japón | 1997 - 1998 |